# Silver (videogioco)
Silver  è un videogioco di ruolo sviluppato da Spiral House Ltd e pubblicato da Infogrames nel 1999 per PC. Disponibile inizialmente per Microsoft Windows, venne poi pubblicato per Sega Dreamcast e Macintosh.
Il videogioco venne distribuito insieme ai PC venduti da Time, un'azienda informatica con sede in Inghilterra. Vendette oltre 400 000 copie. Il titolo è oggi di proprietà della Nordic Games GmbH.

## Trama
L'arcipelago di Jarrah è sotto il dominio dell'imperatore Silver, un malvagio e potente stregone. Questi, in cerca di una nuova moglie, emana un decreto in forza del quale tutte le donne in grado di procreare devono recarsi da lui, in modo che egli possa scegliere la futura consorte. Gorgon, il figlio di Silver, viene posto a capo di una spedizione militare per garantire che l'ordine venga eseguito. Tra le donne portate via c'è anche la moglie del giovane guerriero David. Dopo un vano tentativo di salvare la sua amata, David insieme a suo nonno entra in contatto con i ribelli di Paradisia, capitanati da Duke, che si oppongono allo strapotere di Silver. David decide di aiutarli, cercando di localizzare e intercettare la nave su cui Gorgon ha condotto le donne rapite. Fallito anche questo tentativo, i ribelli ripongono le loro speranze nelle otto sfere magiche, potenti manufatti nascosti in tutta Jarrah che potrebbero rovesciare le sorti del conflitto. Ciascuna sfera magica rappresenta un differente elemento o potere (fuoco, ghiaccio, terra, fulmine, acido, guarigione, tempo e luce). Alcune sono collocate in aree geografiche con caratteristiche affini alla sfera stessa, mentre per altre l'ubicazione è meno ovvia. Con il supporto di alcuni compagni incontrati nelle diverse regioni, David si mette in cerca delle sfere, affrontando un viaggio costellato di nemici e di insidie.

## Modalità di gioco
Il gioco utilizza una grafica poligonale 3D per i personaggi, che si muovono su di uno sfondo 2D pre-renderizzato. Il sistema di combattimento è in tempo reale, a differenza di molti titoli simili in cui è a turni. I comandi di attacco vengono eseguiti per default con il mouse (nella versione per PC) o con una combinazione di levetta analogica e pulsante (nella versione per console). Il sistema di combattimento è sensibile al movimento del cursore, il che permette di eseguire differenti colpi di scherma, quali stoccate, fendenti e colpi di punta. Armi, cibo, pozioni e altro equipaggiamento possono essere scelti richiamando in qualunque punto dello schermo un menu ad anello. Anche le sfere magiche, una volta trovate, possono essere selezionate da questo menu, assegnate a un personaggio e usate per lanciare differenti tipi di incantesimi.
Il giocatore può scegliere di controllare direttamente ognuno dei personaggi del suo gruppo, mentre tutti gli altri personaggi sono controllati dall'AI del gioco. Oltre agli scontri con i nemici, nell'economia del gioco è molto importante l'interazione con i personaggi, ricca di dialoghi indispensabili per risolvere rompicapi e progredire nel gioco.

## Ambientazione
Silver ha luogo in una provincia, l'arcipelago di Jarrah, comunemente conosciuto come "Ruota della Vita" per via della sua forma a ruota. L'arcipelago è composto da sette isole, ma in tutto sono presenti 9 differenti zone.
- Paradisia

Paradisia si trova al centro di Jarrah. È una terra estremamente fertile, ricca di flora e fauna. Nel mezzo sorge la torre dell'Oracolo e il campo dei ribelli (una sorta di base da cui è possibile cambiare i compagni di avventura), e per questo è il luogo più importante del gioco.
- Verdante

Verdante si trova nell'angolo nord-est di Jarrah. È ancora più rigogliosa di Paradisia, ed ha molte foreste. O almeno, avrebbe dovuto, ma molte di essere sono state bruciate e sono diventate paludi in seguito alle lotte contro Silver. Tra i luoghi principali ci sono la casa di David, un monastero e il porto.
- Rugiada

L'isola di Rugiada è interamente occupata da una grande ed oscura città, perennemente battuta dalla pioggia. Dopo Metalon, è l'area dove il controllo da parte di Silver è più penetrante. Luoghi d'interesse sono le prigioni, la taverna e le fogne.
- Spira

Spira è un'antica cattedrale, sprofondata nel mare molto tempo fa. Malgrado questo, alcuni ambienti interni non sono allagati ed è possibile esplorarli, dopo aver raggiunto la cattedrale per mezzo di un batiscafo. Spira è popolata da ostili creature marine, alcune delle quali di aspetto umanoide.
- Gno

Gno è un'isola che non ospita altro che una grandissima biblioteca, sotto la quale si estende inoltre un sistema di caverne. All'arrivo di David, la biblioteca è alle prese con un'invasione di imp.
- Winter

Winter è un'isola innevata sulla quale sorge il sontuoso palazzo di Glass, figlia di Silver. Nel sottosuolo si snodano diverse caverne, dove vivono troll di ghiaccio e altre creature ostili.
- Atro

Atro è una terra inospitale, fatta di ambienti desolati e amorfi, privi di vegetazione o di costruzioni umane. Vi abitano pericolosi mostri dall'aspetto alieno e inquietante.
- Terramorta

Più che una vera isola, Terramorta è una regione contigua ad Atro. come suggerisce il nome, è il regno dei morti. Quando una persona muore, il suo fantasma viene inviato in questa terra desolata.
- Metalon

L'ultima isola ad essere visitata nel gioco, sede del palazzo di Silver. Come il nome suggerisce, la città che copre interamente l'isola è fatta di metallo, ad eccezione della dimora di Silver. L'isola è punteggiata da fiumi di sangue, fonte del potere di Silver. L'isola può essere raggiunta dal giocatore solo venendo teletrasportati dalla figlia di Silver, Glass. Una volta teletrasportati qui, non sarà possibile tornare indietro tramite la mappa di gioco.

## Personaggi principali
- David: il protagonista del gioco. Viveva con sua moglie Jennifer e suo nonno nell'isola di Verdante, finché sua moglie fu rapita da Gorgon e dai soldati sotto il suo comando. È un abile combattente, addestrato da suo nonno. Suo padre e suo nonno sono entrambi uccisi da Gorgon. Durante il gioco, si unisce ai ribelli e parte alla ricerca delle otto sfere magiche che aiuteranno il giocatore a sconfiggere Silver.
- Il nonno: è un combattente molto esperto. Quando Jennifer viene rapita, accompagna suo nipote, e insieme viaggiano verso Paradisia e Gno. Nella biblioteca di Gno, combatte contro Gorgon, sacrificando la sua vita in modo che David possa fuggire.
- Silver: l'antagonista principale del gioco, è il dominatore indiscusso di Jarrah. Ha due figli, Gorgon e Glass. Vive nel suo palazzo sull'isola di Metalon, i cui fiumi di sangue sono la principale fonte del suo malefico potere. Ha anche ucciso sua moglie con la scusa di essere stato tradito da lei. La sua brama di potere è grande al punto da stringere alleanza con il malefico dio infernale Apocalisse.
- Duke: è il capo dei ribelli che hanno il loro campo a Paradisia. Viene catturato dalle truppe di Silver e David parte per salvarlo dalle prigioni di Silver. È un uomo paziente, attento e un buono stratega.
- Gorgon (Fuge in originale): è il figlio di Silver e l'antagonista secondario del gioco. È un combattente estremamente potente e persino il suo nome causa terrore in tutto Jarrah. Segue rigorosamente gli ordini di suo padre ed è estremamente leale nei suoi confronti. Uccide il padre e il nonno di David e viene ucciso da David in un combattimento uno contro uno.
- Glass: è la figlia di Silver. È una potente maga e vive nel palazzo di ghiaccio di Winter. Tra i suoi servitori vi è un drago che protegge la sfera mistica della Terra. Dopo l'assassinio di sua madre da parte di Silver, comincia a odiarlo, al punto da arrivare ad aiutare i ribelli teletrasportando David e i suoi compagni a Metalon.
- Il Cronista: Il giocatore può salvare il gioco raccontando al cronista delle sue avventure. Nel filmato in entrata, è implicito che il mondo di Jarrah sia effettivamente intrappolato in un libro magico.

## Personaggi giocabili
- Silvara (Sekune in originale): è la combattente donna del campo dei ribelli. È particolarmente abile nelle armi a lungo raggio e viaggia con David quando i ribelli entrano nell'isola di Rugiada. Non si sa come abbia evitato la cattura da parte di Gorgon e delle sue guardie insieme alla maggior parte delle donne di Jarrah, ma è probabile che si sia salvata grazie al suo addestramento.
- Vivienne: è un'altra combattente donna, amica di lunga data di David. Sua sorella è stata rapita da Gorgon, ma Vivienne è riuscita a salvarsi grazie al suo addestramento al combattimento.
- Jug: è un guerriero barbaro che David incontra nella taverna di Rugiada. È eccezionalmente forte, anche se non abile nella magia.
- Morgan (Cagen in originale): è uno dei monaci del Monastero di Verdante, scampato a un'epidemia di follia che ha corrotto i suoi compagni. Eccelle nelle arti marziali, nella magia e nel combattimento a mani nude.
- Arion (Chiaro in originale): è un apprendista mago. Dopo aver appreso da David che il suo maestro è stato ucciso da Silver, si unisce ai ribelli. Sebbene non molto forte, è eccezionalmente esperto nella magia.

## Accoglienza
Silver ha ricevuto valutazioni da discrete a buone: il punteggio aggregato, dato dalla media delle recensioni di diversi siti e riviste, è stato di 67/100 per la versione Sega Dreamcast  e di 73/100 per la versione PC. Alcuni giocatori hanno trovato il rendering poligonale dei personaggi poco curato e l'andamento del gioco piuttosto noioso; altri hanno invece lodato la qualità artistica e la grande cura dei fondali in 2D. La vivacità dei dialoghi è stata molto apprezzata, così come l'alta qualità del doppiaggio originale.